# 南里弗鎮區 (密蘇里州馬里昂縣)
南里弗鎮區（英語：South River Township）是位於美國密蘇里州馬里昂縣的一個行政鎮區。

## 地方資料
南里弗鎮區的面積為70.92平方千米，當中陸地面積為70.88平方千米，而水域面積為0.04平方千米。根據2020年美國人口普查的數據，當地共有人口425人，而人口密度為每平方千米5.99人。